# Chorpfeilerfigur
Eine Chorpfeilerfigur ist eine Christus-, Heiligen- oder Stifterskulptur an einem Chorpfeiler. Zyklen solcher Figuren finden sich vor allem in mittelalterlichen Kathedralen.
Berühmte Beispiele sind
- die Chorpfeilerfiguren des Aachener Doms,
- die Chorpfeilerfiguren des Doms zu Halberstadt,
- die Chorpfeilerfiguren des Kölner Doms[1][2],
- die Chorpfeilerfiguren des Magdeburger Doms[3],
- die Naumburger Stifterfiguren[4].